# Sigillus sigillorum
Sigillus sigillorum ("Il sigillo dei sigilli") è un'opera in latino del filosofo Giordano Bruno pubblicata in Inghilterra nel 1583 in un unico volume insieme a Ars reminiscendi ("L'arte di ricordare") e Triginta sigillorum explicatio ("Spiegazione dei trenta sigilli"). Opera teorica di mnemotecnica, il Sigillus prefigura tematiche centrali nel pensiero di Bruno, quali l'unità dei processi cognitivi; l'amore come legame universale; l'unicità e infinità di una forma universale che si esplica nelle infinite figure della materia, e il "furore" nel senso di slancio verso il divino, argomenti che saranno di lì a poco sviluppati a fondo nei successivi dialoghi italiani. È presentato inoltre in quest'opera fondamentale un altro dei temi nucleari del pensiero di Bruno: la magia come guida e strumento di conoscenza e azione.

## Generalità
(Sigillus sigillorum, II.5)
Il Sigillus si può considerare una esposizione teorica dei principi di fondo che, nella visione di Bruno, regolano l'arte di memorizzare, la mnemotecnica. A questo testo vanno considerati associati gli altri due pubblicati nel medesimo volume, contenenti una serie di immagini simboliche, i sigilli, che si prestano sia a essere utilizzate come supporto mnemonico, sia a rappresentare graficamente le strutture della realtà. Questi due testi sono infatti un'esposizione dei principi e delle tecniche mnemoniche sotto forma di proposizioni (in numero di trenta) corredate da illustrazioni, figure di diagrammi che l'autore definisce "semimatematici".
Il testo, in cui l'autore si firma come Filoteo Giordano Bruno Nolano, è diviso in due parti. La prima consta di cinquanta paragrafi, e dopo un'introduzione che occupa i primi ventitré, seguono tre sezioni: la prima descrive i quattro tipi di "cautele"; nella seconda sezione sono presentati i quattro "gradi del processo conoscitivo"; la terza commenta quindici specie di "contrazione". Le "cautele" sono le precauzioni da osservare perché il processo cognitivo proceda coerentemente secondo i gradi di seguito descritti, in modo che si possa infine afferrare l'unità di fondo del processo stesso. Le "contrazioni" descrivono i modi, alcuni intesi positivamente altri negativamente, nei quali «contrarre lo spirito», cioè osservare interiormente, intendere e quindi agire a seconda della circostanza.
La seconda parte, in ventitré paragrafi, si occupa dei quattro "principi rettori" delle azioni (l'amore, l'arte, la matematica e la magia); quindi dei quattro "elementi che si presentano a noi" e come intenderli (la luce, il colore, la figura e la forma); infine dei modi in cui la forma si comunica ai diversi enti.
Il Sigillus mostra dunque come per Bruno l'arte della memoria si situi fra i domini dell'ontologia e della gnoseologia, tra essenza della realtà e conoscenza della realtà stessa. La mnemotecnica, come l'autore aveva già illustrato nel De umbris idearum, è non soltanto un artificio di supporto alla memoria, ma soprattutto un mezzo per ricostruire il nesso tra le cose e i simboli.

## Il testo

### Prima parte
Nei paragrafi introduttivi Bruno riassume quella visione del mondo presentata nel De umbris. Il mondo è ordinato in una triplice struttura: esiste un «mondo supremo» identificabile con Dio, dal quale «si dà il descenso al mondo ideato», la natura, e da questo al «mondo che è capace di contemplare entrambi», simulacro dei primi due. Dio è dunque un «archetipo immenso», fonte infinita di innumerabili idee. Con le funzioni della memoria e dell'intelletto noi possiamo avere una concezione e una riproduzione di questo mondo triplice e delle cose ivi contenute. Occorre però che sia l'immaginazione che la cognizione siano guidate da un desiderio in grado di «stimolare il sentimento». E padre di tutti i sentimenti e desideri, come degli effetti di questi, è quel «grande demone» chiamato amore.

#### Le cautele
La memoria non è connessa a un particolare organo del corpo, e può essere stimolata tanto con una visione interiore quanto con quella delle cose del mondo. Questo perché le immagini che a noi si presentano, quelle interiori e quelle esteriori, sono un veicolo verso altro: occorre guardare all'immagine «come guardando attraverso di essa». Le immagini vanno disposte nella fantasia in modo da realizzare una sequenza ordinata. La terza cautela consiste nell'essere concentrati quando si pratica l'arte, evitando le distrazioni. Non bisogna infine dimenticare che queste immagini, note e segni (i fantasmi) non sono la realtà nella sua essenza, che in noi «per così dire si fa conoscere per cenni»: dunque non si perda il contatto con l'uso della facoltà intellettiva.

#### I gradi del processo cognitivo
Lo sviluppo del processo cognitivo procede senza discontinuità dal senso all'intelletto, passando per la fantasia e l'immaginazione. Siamo padroni del senso ma siamo sotto il dominio dell'intelletto, mentre per fantasia e immaginazione le cose stanno in modo intermedio: «ci dominano e da noi sono dominate». Il senso è quello che si manifesta attorno al corpo con cui interagiamo; la fantasia si forma attorno ai simulacri dei corpi; l'immaginazione si svolge sui contenuti dei simulacri; infine l'intelletto riflette su queste intellezioni.
Siamo sotto il dominio dell'intelletto perché l'intelletto è principio universale, «quella stessa che semplicemente è intelligenza». Citando Parmenide e anticipando un tema che svilupperà del De la causa, principio et uno, Bruno scrive che similmente alla luce del Sole che illumina ogni cosa:
(Bruno 2008, par. 34, parte I)
Poter fare ed esser fatto sono proprietà dell'Uno: l'ente che può e l'ente che agisce sono una sola cosa: «chi non giunge a intendere un solo senso e una semplice ed unica cognizione, non possiede nessun senso, nessuna cognizione».

#### Le contrazioni
Bruno descrive quindici specie di contractiones, sottolineando che queste possono produrre effetti diversi in soggetti diversi. Le contrazioni possono intendersi come pratiche, oppure come disposizioni particolari della mente e del corpo mediante le quali ci si può "contrarre", cioè richiamare le proprie forze per osservare, intendere e ritenere quanto osservato e inteso, e di conseguenza concepire «nuove impressioni» e infine «agire». Bruno mette però in guardia i lettori: che non si accostino troppo ai fantasmi, per non finir preda di questi.
Le contrazioni sono: raccogliersi in solitudine; restare immobili in una posizione; concentrarsi su un luogo non visibile; concentrarsi sull'immagine di una cosa; avere una fede forte; nutrire un amore forte; avere un grande timore; avere un dolore intenso; esser presi da fervente desiderio; isolare un senso dagli altri; darsi alla lussuria (contrazione che Bruno definisce «miseranda»); mortificare il proprio corpo («massimamente detestabile»); concentrarsi sull'immagine del cielo; nutrirsi in modo innaturale («contrazione egualmente pessima»); immergersi completamente nella speculazione («lodevolissima... propria dei filosofi»).

### Seconda parte

#### I quattro principi rettori

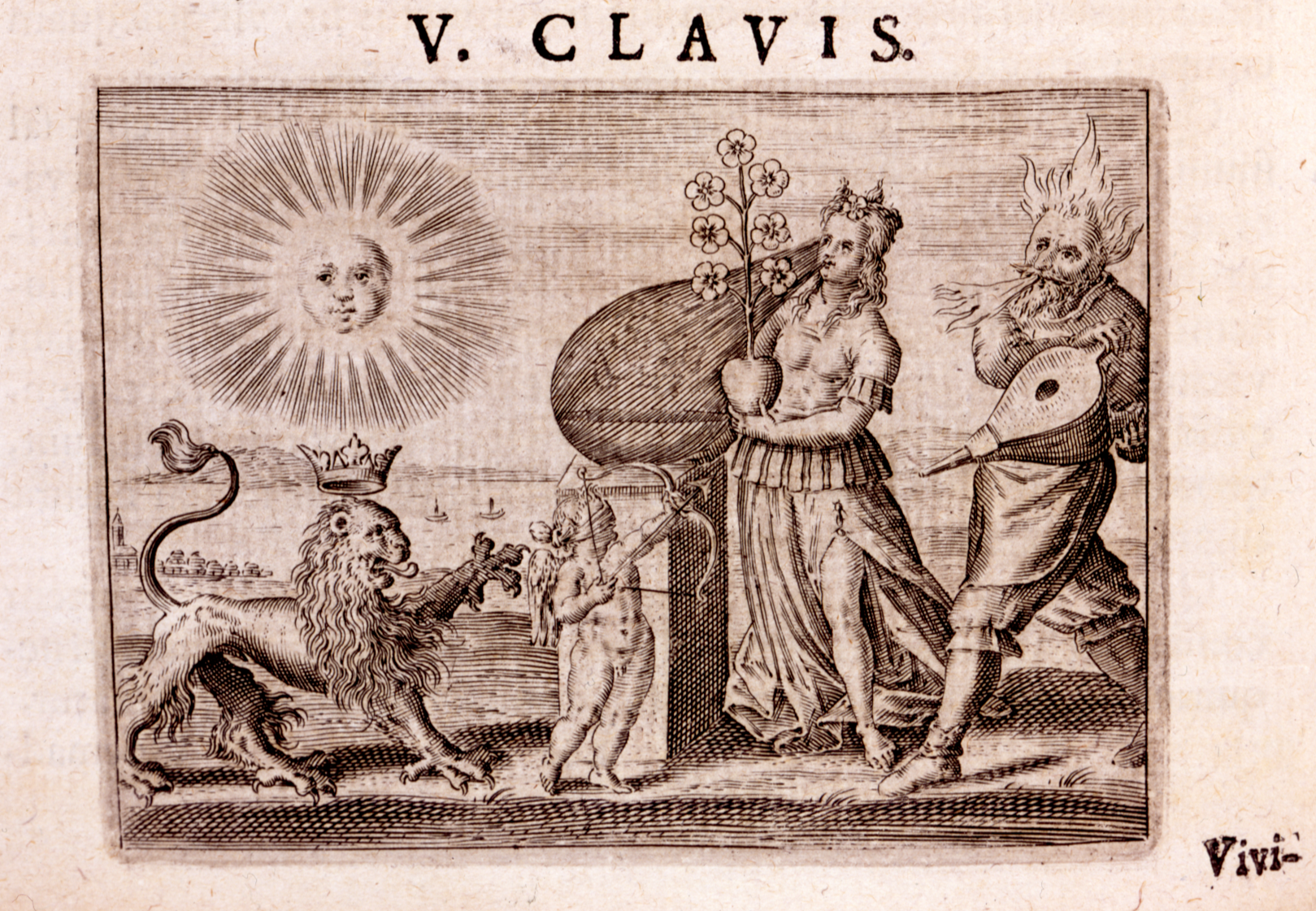
Matthäus Merian, V clavis, 1678. Al centro, verso destra, una donna è in piedi accanto a un piedistallo con sopra un contenitore. La donna ha in mano un cuore da cui spunta una rosa con sette rami. A destra della donna, un alchimista, dalla cui bocca e testa fuoriescono fiamme, soffia con un mantice. In basso, a sinistra della donna, Cupido bendato punta la sua freccia verso la donna. A sinistra un leone incoronato mostra di artigliare Cupido. Sopra il leone, un sole splende brillante.

Bruno intende l'amore, il primo dei quattro principi che guidano le azioni, come forza vivificatrice del mondo, ma anche come guida che col «furore divino» può farci tendere verso il mondo supremo. L'arte, nel senso più ampio del termine, non deve intendersi come operazione non naturale, perché tutto ha il suo fondamento nella natura. Di conseguenza, affinché una qualsiasi attività creativa sia portata a termine con successo, è necessario operare in unione con l'«anima del mondo, presente ovunque». La matematica ci consente di fare astrazione dalla materia e dal tempo, avvicinandoci così al mondo supremo; i numeri diventano mediatori fra le idee e le ombre. La magia, infine, non deve essere intesa come quella che approfittando della credulità altrui è «praticata da maghi disonesti», bensì come quella che tramite contrazioni positivamente intese può sostenere il nostro errare nel mondo. Magia e matematica sono dunque principi simili, in quanto intermediari tra enti fisici e enti metafisici.

#### I quattro elementi che a noi si presentano
Luce, colore, figura e forma vanno compresi metafisicamante, fisicamente, razionalmente e moralmente.
Rifacendosi a Platone e Plotino, Bruno definisce la luce «fuoco del cielo, immagine della vita del cielo». Si intende qui la luce quale principio unico, che ai nostri sensi si presenta come proveniente da corpi differenti. Tale luce, che «per natura è prima del sole», è pertanto principio e proprietà di tutti i corpi luminosi. Egualmente si può dire della forma, che è eterna, unica, e variamente si articola senza diminuzione. Esiste dunque una forma universale, infinita, che si dispiega nelle infinite forme particolari delle cose permettendo lo svolgersi della materia. L'essere dunque, ha come forma universale la luce, attraverso la quale si esplica la materia: luce e materia sono aspetti del medesimo ente.
Il colore, infine, non è che «luce mutata», la figura «similitudine della forma».

#### La forma
Con riferimento alla struttura triplice del mondo prima presentata, l'autore scrive che nel mondo metafisico (o supremo) la forma è la fonte delle idee; nel mondo fisico la forma «imprime le tracce delle idee sul dorso della natura»; nel mondo razionale la forma dà luogo alle ombre delle idee. Le tracce delle idee, cioè le forme delle cose naturali, si presentano al mondo razionale (cioè il mondo della ragione, popolato dunque di ombre) in dodici modi (che l'autore chiama "ragioni"): specie; figure; simulacri; similitudini; immagini; spettri; esemplari; indizi; segni; note; caratteristiche, e infine sigilli. Ognuna di queste va considerata sempre in rapporto a tutte le altre, perché è solo la nostra ragione che per insufficienza distingue. Si hanno così centoquarantaquattro combinazioni (che Bruno chiama "indumenti"): dalla specie delle specie, alla specie della figura, e così via fino al sigillo dei sigilli. L'autore prosegue illustrando ulteriori aspetti delle forme nel mondo razionale.
Il filosofo conclude scrivendo che quando dal mondo dei sensi, procedendo attraverso i gradi intermedi del processo cognitivo, si giungerà al mondo dell'intelletto, abbandonando così «ogni processo discorsivo», si potrà infine cogliere il tutto in un «solo atto». L'unità di siffatta visione avrà come effetto lo svelarsi del sigillo dei sigilli nel suo quadruplice effetto: scoperta, disposizione, giudizio, memoria.

## Contenuti

### La conoscenza
Bruno intende il processo cognitivo come organicamente articolato dai gradi inferiori a quelli superiori, senza ipotizzare distacco fra questi. E non c'è supremazia delle facoltà divine su quelle corporee, come invece sosteneva Marsilio Ficino, cui Bruno si ricollega in questo argomento. Sia l'essere che il conoscere sono aspetti dell'Uno: l'ente che è, è anche quello che conosce, le differenze sono di natura quantitativa, non qualitativa: il conoscere si manifesta in modi diversi a seconda della natura del soggetto.